# Efeito Kondo

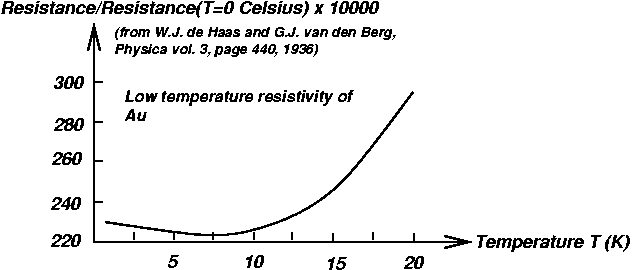
No ouro, por exemplo, quando exposto a baixas temperaturas é detectável uma pequena quantidade de ferro e magnetricidade (carga magnética interagindo com a carga elétrica devido a colisões de elétrons)

Efeito Kondo é o aumento da resistividade devido à presença de impurezas magnéticas (íons com momento magnético) em alguns cristais, quando se abaixa a temperatura, a partir da vizinhança de um dado valor e que se deve a colisões de elétrons que conduzem a corrente com as impurezas acompanhadas de uma troca no sentido dos respectivos spins. Jun Kondo, um físico teórico japonês foi o primeiro a resolver esse enigma meio século atrás; assim, o efeito é conhecido por seu nome. O efeito Kondo é um fenômeno físico encontrado durante a década de 1930. 
Nos metais, à medida que a temperatura cai, a resistência elétrica geralmente cai. Não obstante, se houver algumas impurezas magnéticas no metal, ele mostrará o resultado oposto. Segundo Kondo, quando um átomo magnético (uma impureza) é colocado dentro de um metal, ele tem um spin. Mas, em vez de apenas se acoplar com um elétron para formar um par de spin-up e spin-down, ele combina coletivamente com todos os elétrons em algumas áreas ao seu redor, criando uma nuvem de elétrons em torno da impureza. Em essência, isso é chamado de nuvem Kondo. Quando uma tensão é aplicada sobre ela, os elétrons não estão livres para se mover ou são protegidos pela nuvem Kondo, resultando em aumento da resistência. Os cientistas criaram um dispositivo que mede o comprimento da nuvem  Kondo e até permite controlá-la.